# 真岡登陸戰
真岡登陸戰（俄语：Десант в порт Маока），發生於1945年8月19—22日間的樺太廳真岡港，當時蘇軍在二戰末期發動蘇日戰爭，其北太平洋區艦隊於庫頁島戰役發動攻勢。這是繼8月16日塔路登陸戰後，蘇軍第二場針對庫頁島的登陸戰。

## 經過
日軍當時在真岡駐紮了兩個營，包含步兵、砲兵、榴彈砲及岸防隊等單位。所有單位都隸屬於第5方面軍第88步兵師指揮官管轄。
蘇軍於8月17日進行潛艇與空中偵查後，第113步兵旅的兩棲部隊和海軍陸戰隊的一個營，總計3,400人於8月19日自蘇維埃港出發，並於隔日清晨登陸真岡。由於當日濃霧瀰漫，空軍無法出動支援，蘇軍改以船艦重砲轟擊該城作為替代。蘇軍初期以出其不意的方式迅速占領了岸防設施，但根據蘇方所述，他們隨後遭到日軍猛烈的反擊。然而日方資料卻顯示日軍極力避戰，並固守防禦陣地，同時忙於撤走相關裝備，並引導約一萬八千名平民進行撤離。

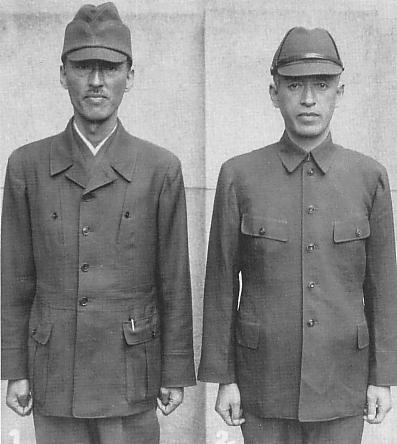
身著國民服的男性平民會與軍人混淆

登陸作戰成功後，蘇軍增援於8月22日至24日間從海參崴陸續抵達，並持續對庫頁島上的日軍進行掃蕩。據已自當地撤離的難民所述，蘇軍對真岡、敷香等地的日軍陣地和等待撤離的平民發動了猛烈的艦隊砲擊及火炮壓制，造成近千名平民因此喪生。目擊者報告稱，歐洲風格的國民服（當時日本官方認可的男士便服）與軍裝的混淆，從而造成了大量平民死亡。
真岡市內的部分接線員承諾不會撤離，而是留下維持與北海道稚內市及其他日本本土的聯繫，直到蘇軍摧毀城內的電話系統及郵務設施。8月20日，由於害怕他們會遭入侵的蘇軍強暴，12名女性接線員中有九位選擇服毒身亡，男性職員的介入後救回剩餘三人。郵局倖存者後來得到蘇軍良好的對待。此次事件日本稱為真岡郵便電信局事件。稚內市有座殉職九人紀念碑以對受難者做紀念。
8月21日，天氣狀況允許空軍行動，但日軍按照指令發動抵抗以掩護撤離行動。

## 公眾文化
- 《樺太1945年夏天 冰雪之門》
- 《霧之火（英语：Kiri no Hi）》